# De Tribune
«De Tribune» («Де Трибюне») — название ряда радикальных левых партийных изданий в Нидерландах. Название отсылает к народным трибунам, защищавшим интересы плебеев в Древнем Риме. Первая и наиболее известная газета с таким названием издавалась левыми социалистами, исключёнными из Социал-демократической рабочей партии Нидерландов (СДРПН) и основавшими Социал-демократическую партию (СДП) — будущую Коммунистическую партию Нидерландов (КПН). Эта группа, отстаивавшая коммунизм рабочих советов (рэтекоммунизм), известна как трибунисты.

## Различные издания «De Tribune»

### Социал-демократическое
Впервые «Трибуна» появилась 19 октября 1907 года как еженедельный журнал марксистской оппозиции в Социал-демократической рабочей партии Нидерландов, сменив предыдущий еженедельник «De Nieuwe Tijd» («Новое время», после 1916 года назывался «De Socialistische Gids» — «Социалистический вожатый»). Основавшая «De Tribune» группа леворадикальных критиков реформистского руководства СДРПН включала астронома Антона Паннекука, поэта Германа Гортера и писательницу Генриетту Роланд-Холст.
На партийном съезде в Девентере руководство социал-демократической партии потребовало прекратить публикации в «De Tribune» под угрозой исключения его редакции из партийных рядов. После того, как редакторы «De Tribune» Давид Вейнкоп, Ян Корнелиус Сетон и Виллем ван Равестейн были исключены из СДРПН в феврале 1909 года, они продолжили публикацию от созданной ими в следующем месяце Социал-демократической партии, в которую перешли 400 из 9 тысяч членов СДРПН. 
Таким образом, голландское социалистическое движение стало одним из тех, где раскол на умеренно-реформистскую социал-демократию и революционный марксизм был организационно оформлен ещё до Первой мировой войны и революции 1917 года в России, как в РСДРП в России (меньшевики и большевики) и БРСДП в Болгарии («широкие» и «тесняки»).
СДП, в противовес «старой» социал-демократической партии выступавшая против Первой мировой войны 1914—1918 годов, участвовавшая в работе Циммервальдской левой и приветствовавшая Октябрьскую революцию в России (в De Tribune» были опубликованы первые декреты советской власти, с февраля 1918 года еженедельно печаталось «Русское приложение») сменила название в ноябре 1918 года на Коммунистическую партию Голландии (с 1935 года — Нидерландов). На тот момент в партии состояло 1089 членов, а тираж «De Tribune» составлял 4590 экземпляров.

### Коммунистическое
С октября 1913 года «De Tribune» выходила два раза в неделю в виде газеты, а в апреле 1916 года стала ежедневной. Партийный орган КПН последовательно носил названия «De Tribune» (1909—1937), «Het Volksdagblad» (1937—1940) и «De Waarheid» (1940—1990). Своё существование прекратил вместе с Компартией, в 1991 году объединившейся с тремя другими партиями в «Зелёных левых» (GroenLinks).
Пути большинства самих «трибунистов» с компартией разошлись — ориентируясь на ультралевый революционный социализм и подготовку пролетарской революции вместо парламентаризма, они стояли на приближавшихся к анархизму либертарно-коммунистических позициях — в противовес большевизму и партийной диктатуре голландские «коммунисты рабочих советов» ратовали за рабочую демократию, которая реализуется через федерацию рабочих советов, составленных из делегатов, избранных на рабочих местах и подлежащих отзыву в любой момент.
В. И. Ленин, в годы Первой мировой войны относивший их к «…лучшим революционным и интернационалистским элементам международной социал-демократии», в 1920 году подверг их, а также других левых коммунистов, критике в своём труде «Детская болезнь «левизны» в коммунизме».
В сентябре 1921 года в КПГ произошёл раскол, и многие «трибунисты» (в том числе Гортер и Паннекук, полемизировавшие с Лениным) присоединилась к крайней левой части, которая стала называть себя Коммунистической рабочей партией Нидерландов. Другие основатели «De Tribune» — Вейнкоп, Равестейн и Сетон, согласившиеся с Лениным, — уже на начальном этапе сталинизации КПГ в 1925 году были исключены из этой партии за поддержку Левой оппозиции Л. Д. Троцкого и создали отдельную Коммунистическую партию Голландии — Центральный комитет. А Роланд-Холст с конца 1920-х отошла к христианскому социализму.

### Троцкистское
С февраля 1946 года Революционная коммунистическая партия (Revolutionair Communistische Partij) — голландская секция троцкистского Четвёртого интернационала (прародительница современной Социалистической альтернативной политики) — издавала еженедельник, также использовавший название «De Tribune». Таким образом, он заменил издание «De Rode October», подпольно издававшееся с марта 1942 года во время немецкой оккупации. Редакторами были Сал Сантен, Тео ван Тийн и Маурис Ферарес. «De Tribune» продолжала выходить до марта 1952 года, когда члены РКП вошли в Партию труда в качестве энтристской группы Социал-демократический центр.

### Маоистское / Социалистическое
Ныне существующий журнал «De Tribune» был основан в 1965 году как «Rode Tribune», орган созданного годом ранее ориентировавшегося на КНР маоистского Единого коммунистического движения Нидерландов (марксистско-ленинского). Когда оно раскололось в октябре 1971 года, «старая» партия продолжила выпуск этого издания под прежним названием (до 1981 года), а отпочковавшаяся Коммунистическая партия Нидерландов/Марксистско-ленинская (с 1972 года носящая название Социалистическая партия) избрала для своего партийного журнала «историческое» название «Tribune». Социалистическая партия, отошедшая от маоистских установок, стала популярной политической силой, а тираж новой «Tribune» составлял 45 тысяч экземпляров на 2012 год.